# Sfumature di grigio
Il grigio è un colore comune in natura. In base alla luce presente, l'occhio umano può riconoscere lo stesso oggetto come grigio o come di un altro colore. L'occhio umano è in grado di distinguere nettamente in media 16 livelli di grigio.
Il grigio è il colore complementare di se stesso.
Di seguito sono elencate le gradazioni di grigio.